# Роузен, Дафни
Дафни Роузен (англ. Daphne Rosen, род. 9 июня 1982 года) — американская порноактриса израильского происхождения.

## Биография
Дафни родилась в Тель-Авиве, Израиль, а детство провела в Бостоне, Массачусетс, США. В 2005 году она подписала контракт со студией Venom Digital Media. В конце 2005 года она взяла перерыв и не снималась в порнофильмах более года. В это время она проходила обучение в университете и занималась своим веб-сайтом. Роузен также была одной из ведущих шоу D 'n A на радио KSEX.
С 2003 года Дафни Роузен снялась в более чем 200 порнофильмах.

## Премии и номинации
- 2005 AVN Award — Лучшая сцена группового секса — видео — Orgy World 7
- 2010 номинация на AVN Award — Лучшая сцена группового секса — Ben Dover’s Busty Babes USA[2]